# 2087
2087 — 2087 рік нашої ери, 87 рік 3 тисячоліття, 87 рік XXI століття, 7 рік 9-го десятиліття XXI століття, 8 рік 2080-х років.

## Очікувані події
- 17 травня 2087 року відбудеться повне місячне затемнення.

## Вигадані події
1. Можуть з'явитися нові країни.